# Раковський-Білярський Петро
Петро Раковський-Білярський (нар.1817 — пом. 1867) — російський мовознавець.

## Життєпис
Студіював у Казані й Москві (учень М. Погодіна й В. Ундольського), з 1865 професор слов. філології в Одеському Унті. Праці з історії ц.-слов. мови («Судьбы церковного языка», 1847 — 59), про мову сер.-болг. перекладу хроніки Манасії, Реймського євангелія (яке відносив до 14 ст.), житія св. Бориса й Гліба, рецензії в «Журнале Министерства народного просвещения», російський переклад Гумбольдтового «Вступу до заг. мовознавства» (1859).